# Phnom Bakheng
Phnom Bakheng tại Angkor, Campuchia là một ngọn đồi nằm giữa Angkor Wat và Angkor Thom. Đây là trung tâm của vương quốc Khmer đầu tiên ở Angkor, gọi là Yasodharapura là một ngôi đền Hindu dưới dạng một núi đền với chiều cao 65m. Đền được xây để thờ thần Shiva vào cuối thế kỷ 9, trong thời kỳ trị vì của vua Yasovarman (889-915). Nằm trên đỉnh một ngọn đồi, ngày nay ngôi đền là một địa điểm du lịch phổ biến để ngắm nhìn hoàng hôn của ngôi đền Angkor Wat, một ngôi đền nằm ở giữa rừng khoảng 1,5 km về phía đông nam .

## Lịch sử
Ngôi đền đã bị một lần bỏ hoang vào năm 928, nhưng mãi đến năm 968 được khôi phục lại bởi Jayavaraman V. Như vây, xét về mặt lịch sử, vua Jayavaraman V có vai trò rất quan trọng trong việc củng cố, kiến thiết và xây dựng thêm cho ngôi đền.

## Miêu tả
Đền Bakheng là biểu tượng của đỉnh núi thiêng Meru trong thần tích đạo Hinduđược và là ngôi điện thờ trung tâm của thành phố đầu tiên tại Angkor. Pnom Bakheng có tầm quan trọng rất đặc biệt mặc dù nhiều cụm tháp đã xuống cấp. Tài liệu viết lại rằng vua Yasovarman I đã đời kinh đô từ Rolus - cách Siem Reap 13 km về hướng Đông Nam. Toàn bộ công trình bao bọc người ta gọi là Yasodharapura, chỉ rộng hơn 4 km² (rộng hơn đền Angkor sau này) và được bao phủ bởi một dãy tường đất. Điện thờ nằm ở khu trung tâm của ngọn đồi và rất biệt lập. Có mỗi điểm khác nhau quan trọng, Bakheng mô phỏng hình ảnh của điện thờ Bakong ở Roluos được xây dựng khoảng 2 thập kỷ trước đó. Tháp xung quanh có hình vuông còn tháp trung tâm có hình chóp bao bọc xung quanh là những tháp phụ bao bọc vô cùng linh thiêng với bốn ngọn tháp trên tầng cao nhất, năm tầng ở giữa với mỗi tầng 12 tháp được dựng lên bằng gạch nung tượng trưng cho 12 con giáp. Một con số thật bất ngờ: tổng cộng 108 tháp đền tượng trưng cho bốn chu kỳ mặt trăng tương ứng với 27 ngày cho một chu kỳ trong trời đất.

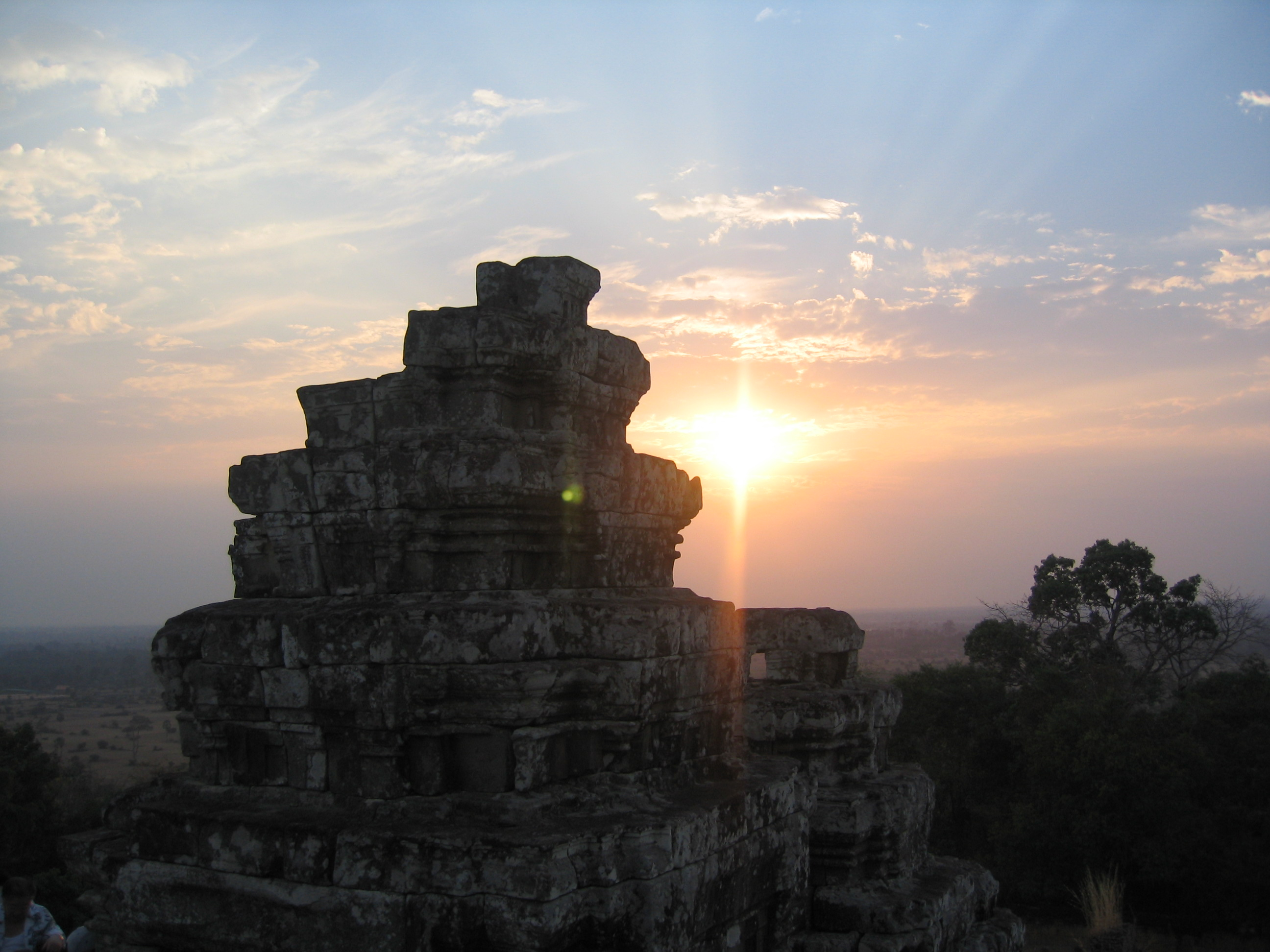
Ngắm hoàng hôn trên đỉnh Bakheng

Đền bắt đầu xây dựng vào cuối thế kỷ thứ 9, linga - vật thờ chính của tháp của tháp trung tâm được xây dựng vào năm 907, nhưng các kiến trúc tháp được tiếp tục xây dựng ngay sau đó. Dưới chân ngôi đền thờ tượng thần Linga của nhà vua vẫn còn hình dáng bốn con đường và hào nước sâu bao bọc bốn hướng như một thành trì bảo vệ đền tháp trên đỉnh núi. Cũng còn đó dấu tích của những giếng nước mà sử sách đã ghi nhận về sự tồn tại của hơn 800 giếng nước cung cấp cho cả kinh đô ngày xưa.
Toàn bộ kiến trúc ngôi đền xây dựng trên một ngọn đồi cao. Tính từ chân đền đến đỉnh đền hình vuông 31 m, và được kết nối với gần 108 tháp nhỏ. Đường lên đền trắc trở, khó đi và là một cản trở rất lớn đối với người chinh phục nó. Đường đi dốc đứng chếch gần bằng 70 độ cộng với cây dại và rừng cây bao phủ khiến cho việc chinh phục ngôi đền này không dành cho khách du lịch sợ độ cao. Đặc biệt ở đây, mỗi ngày khoảng gần 6 giờ chiều, các du khách đến tụ tập rất đông ở chân đồi Phnom Bakheng để lên đỉnh xem Mặt Trời lặn trên quần thể Angkor. Đa số đều muốn đi bộ, theo một ít các bậc thềm và các lối đi gập ghềnh đầy đá, rễ cây... Có nhiều đoạn phải cẩn thận vì rất nguy hiểm nếu sơ ý. Ai yếu hay sợ cực nhọc có thể dùng dịch vụ cưỡi voi lên đồi với giá khoảng 15 - 20 USD.

## Truyền thuyết
Phnom Bakheng là ngọn núi thiêng của Angkor, như núi Meru thiêng liêng trong thần thoại Ấn Độ giáo. Trên đỉnh Phnom Bakheng là một đền thờ đã đổ nát. Nơi đây trên mặt đất đá, các nghệ nhân Khmer xưa đã khắc xuống nền đá một bàn chân khổng lồ. Tương truyền rằng bàn chân này là của đức Phật. Một sự kiện lý thú về Phnom Bakheng là nó có tác dụng như một cái trống, phản hồi và cộng hưởng âm thanh. Lý do là ở dưới tháp cao chính của đền có một vùng trũng tạo nên âm thanh vang dội cộng hưởng. Ngoài ra ở đấy cũng có một mộ vuông nằm sâu trong lòng đất, mộ này có duyên cơ từ câu truyện thần thoại "Mười hai cô gái Angkor". Câu chuyện kể về một người tiều phu nghèo có 12 người con gái, một trường hợp được coi là kém may mắn. Vì ông không thể nuôi nổi gia đình, ông đã mang con vô rừng bỏ, nhưng không thành công lúc đầu. Lần thứ hai thì ông thành công, nhưng thay vì chết, 12 cô gái được bà hoàng hậu Santhomea của thế giới chằng tinh cứu. Bà Santhomea mang các cô gái về nuôi chúng như con mình. Sau này vì quá cô đơn, các cô đã bỏ trốn. Chúng đến Vương quốc Angkor, tại đấy vị vua trị vì đã thương các cô và mang về làm vợ. Các cô đã sống trong hạnh phúc cho đến một ngày khi bà hoàng Santhomea tìm được tông tích của các cô. Để trả thù, bà đã mê hoặc vua và làm cho vua đuổi nhốt các cô gái vào một hố sâu trong lòng đất, sau khi đã khoét mắt các cô. Đây là lần thứ ba các cô đã bị bỏ rơi cho chết. Một trong các chị em đã dấu được một con mắt và vẫn còn có thể thấy được. Người con gái một mắt giúp tìm thức ăn cho các chị em sinh sống. Một trong các cô có mang một đứa con trai. Người con trai này lớn lên trả thù cho mẹ và các dì của mình. Anh ta đã giết được bà chằng tinh Santhomea và các chị em được trở về với nhà vua sống hạnh phúc.

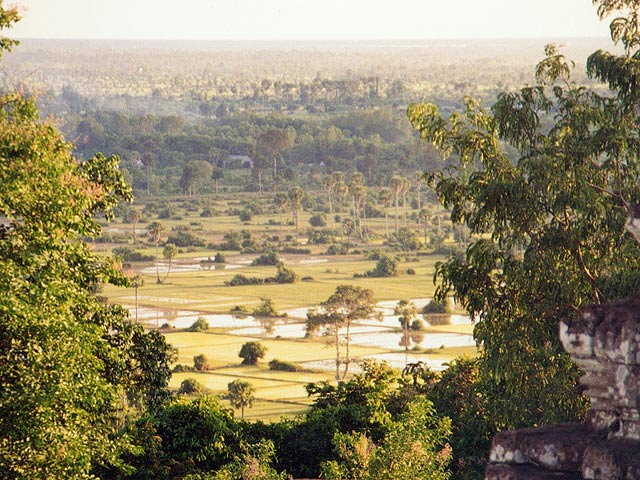
Bình nguyên Xiêm Riệp nhìn từ Bakheng

## Tình trạng
Trên đỉnh đồi du khách rất đông, tất cả đều nhìn về hướng tây nơi Mặt Trời lặn trên Tonlé Sap. Về phía Tây Nam là đền Angkor Wat. Khi Mouhot khám phá ra Angkor, ông có lên đỉnh Phnom Bakheng nhìn xuống quần thể Angkor và đã mô tả như sau: "Tất cả vùng này giờ đây vắng lặng và cô quạnh, mà trước kia chắc chắn phải là sống động nhộn nhịp và vui vẻ; nay chỉ còn lại tiếng hú của các loài dã thú và các tiếng chim kêu giữa sự im lặng cô đơn mà thôi". Mouhot chắc chắn sẽ không tưởng tượng nổi là giờ đây có đến hàng trăm du khách từ khắp năm châu đang quay phim, chụp hình và nói chuyện náo nhiệt. Nơi mà những người giữ đền kể rằng: "Khi màn đêm xuống, hàng ngàn tiên nữ apsara từ những bức phù điêu trên các dãy hành lang cổ kính dài hun hút sà xuống nhảy múa, nữ thần sắc đẹp Laksmi lại ngồi bên chú khỉ Hanuman nghe kể chuyện khuấy biển sữa tìm thuốc trường sinh, và quan quân của đức vua Suryavarman II - người xây đền Angkor - lại từ trên các bức phù điêu hiện ra" Lưu trữ ngày 8 tháng 9 năm 2007 tại Wayback Machine
Tuy đường lên đỉnh khó đi và dốc đứng, thế nhưng, ngôi đền là một điểm tham quan không thể bỏ qua bởi sự ngọan mục của nó. Tuy đền Bakheng được xây dựng trước Angkor Wat. Thế nhưng như là sự tính toán trước của các kiến trúc sư Khmer, nơi đỉnh đền Bakheng lại là nơi duy nhất có thể ngắm nhìn được:
- Đỉnh năm ngọn tháp của đền Angkor Wat phía xa.
- Đỉnh núi Kulen.
- Bình nguyên Xiêm Riệp.
- Hoàng hôn lặn xuống đền Angkor đẹp nhất và là nơi duy nhất có thể nhìn thấy một cảnh tượng đẹp nhất của Angkor đó chính là "Angkor lửa".

"Angkor lửa" là tên gọi do màu đỏ của Mặt Trời lặn tô điểm lên ngôi đền Angkor một màu đỏ rực của buổi hoàng hôn khiến cho ngôi đền nổi bật những đường nét một cách chi tiết nhất. Đây là nơi tham quan thích thú nhất cho du khách, và vì thế đây là ngôi đền đang bị đe dọa nhiều nhất.

## Ảnh

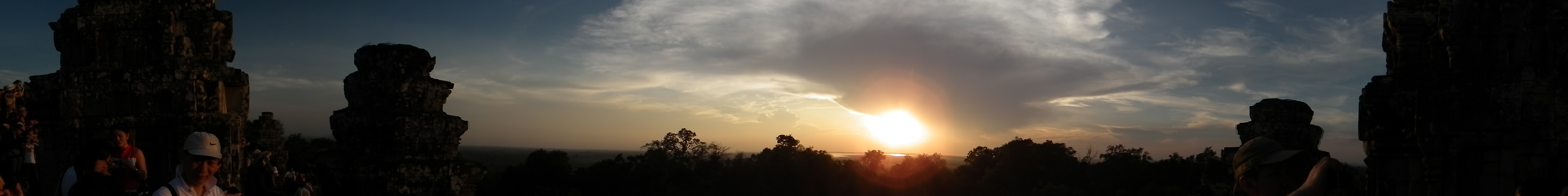

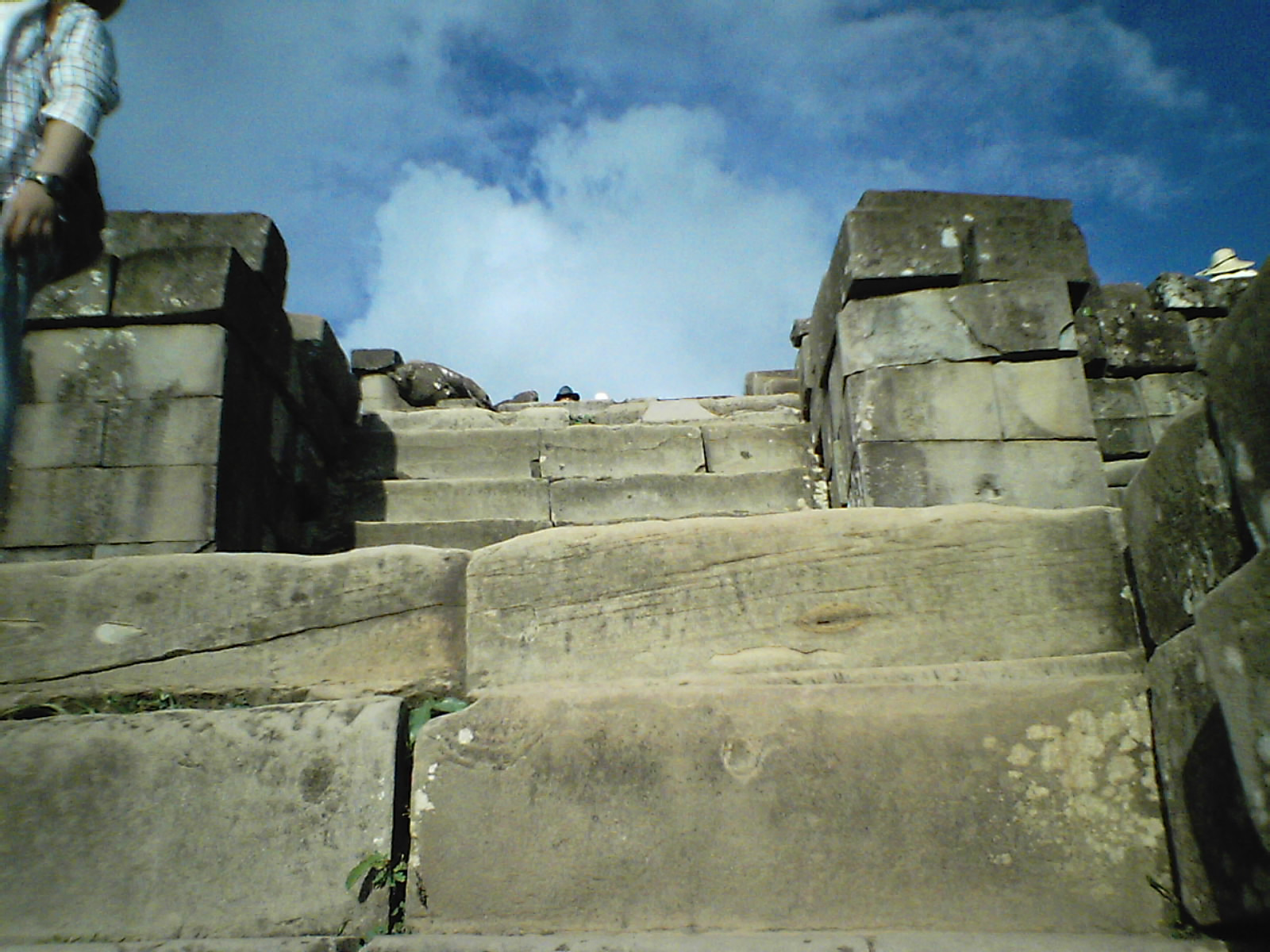
Đường lên tháp tháp dốc đứng thế này
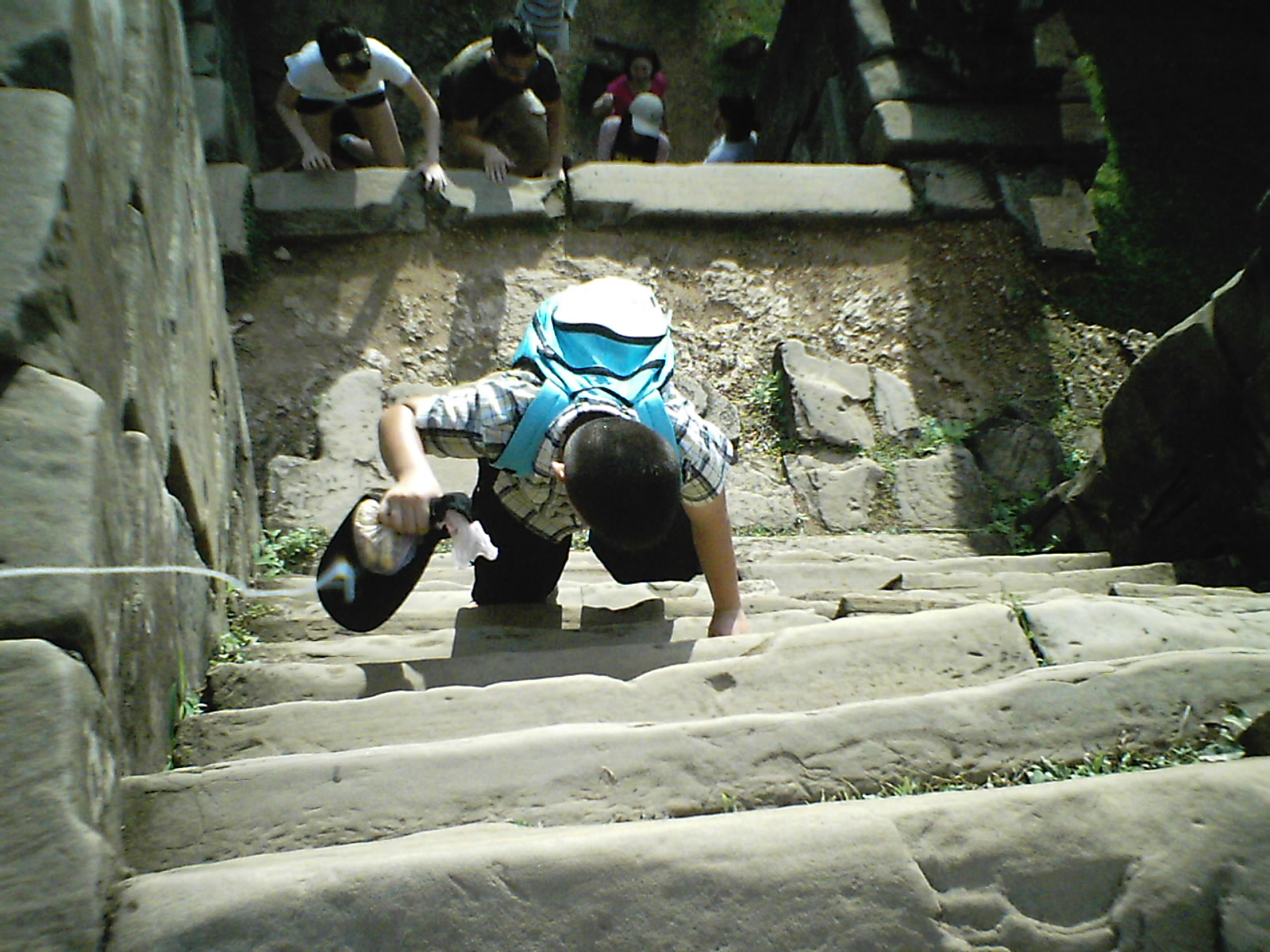
Khó khăn lắm mới lên tới tháp
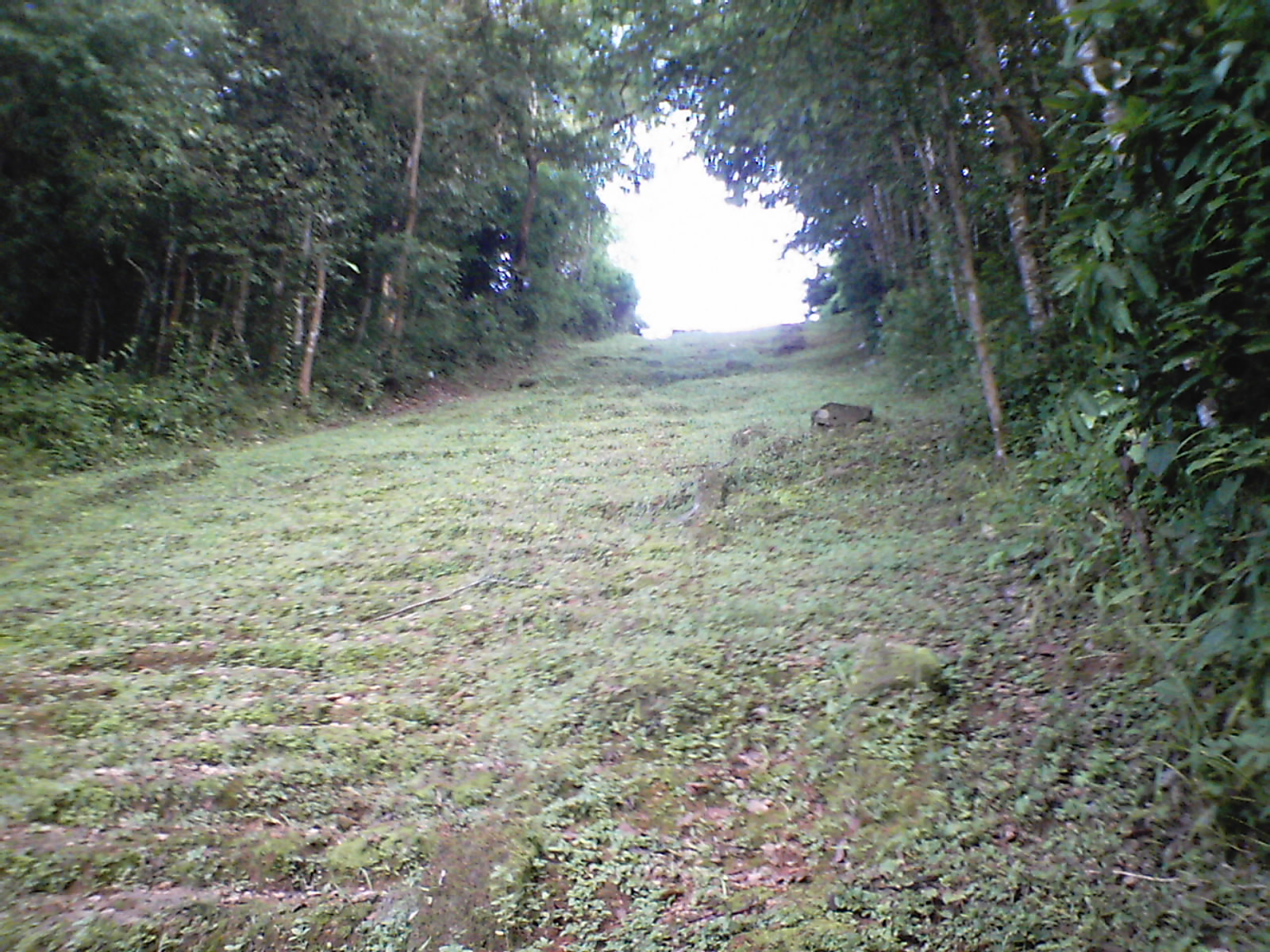
Đường này xưa kia là đường độc đạo lên Bakheng, ngày nay - không thể lên bằng đường này.
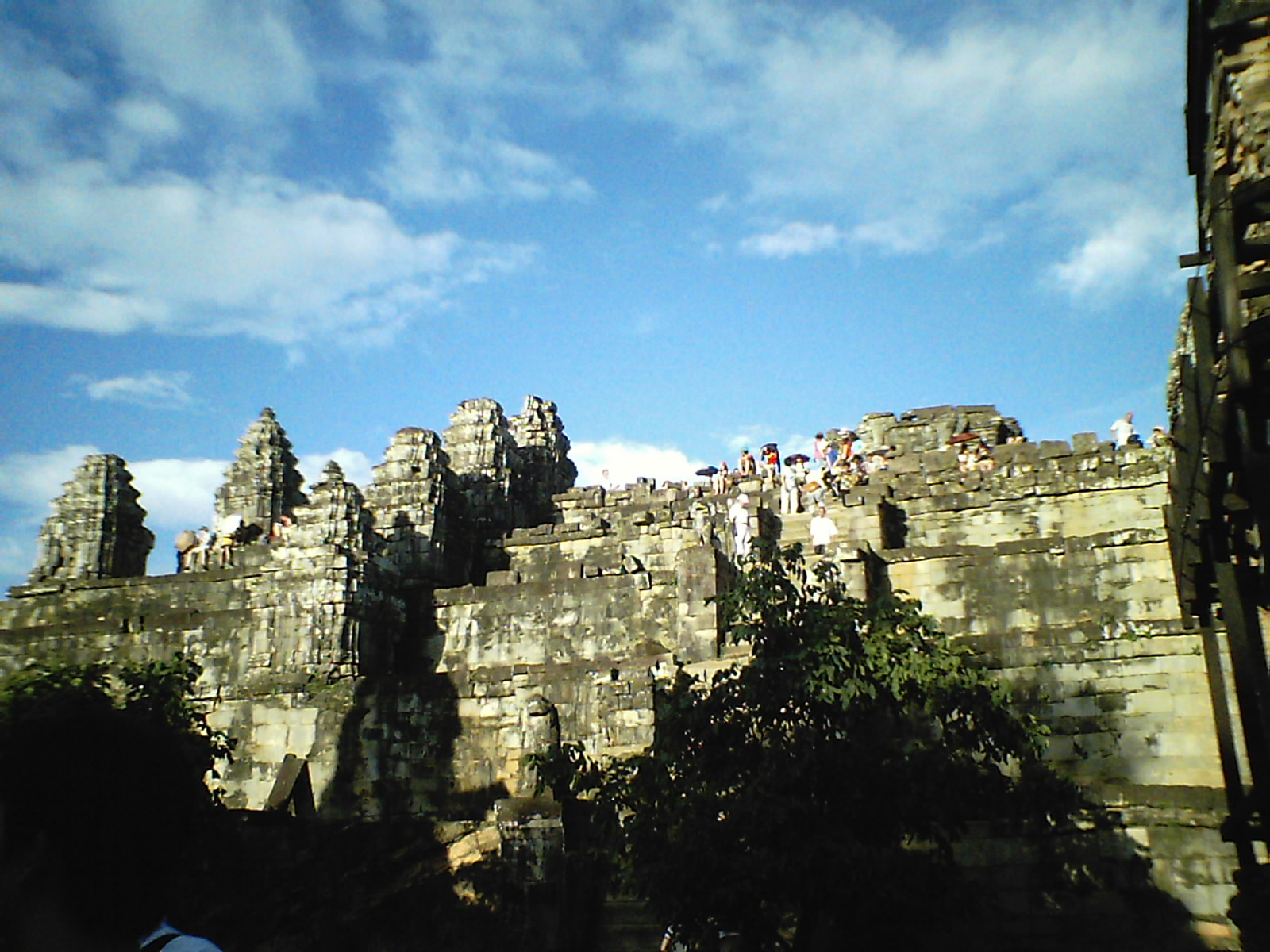
Du khách chờ hoàng hôn xuống ở Bakheng.
Đổ nát trong tháp thờ trung tâm.Đổ nát trong tháp thờ trung tâm.